# Établissement de développement de l'électronique et des radars
L'Établissement de développement de l'électronique et des radars (en anglais, Electronics and Radar Development Establishment, acronyme LRDE) est un laboratoire de recherche de l'Organisation de recherche et développement pour la défense (DRDO) en Inde. Situé à C.V. Raman Nagar, Bangalore, Karnataka, sa fonction principale est la recherche et le développement de radars et de technologies connexes. Il a été fondé par S. P. Chakravarti, le père de l’ingénierie de l’électronique et des télécommunications en Inde, qui a également fondé le DLRL et le DRDL.
Le sigle LRDE est parfois abrégé en « ERDE ». Pour faire la distinction entre « électrique » et « électronique », ce dernier est abrégé avec la première lettre de sa racine latine (lektra). La même approche est utilisée pour le DLRL. Le LRDE est le premier établissement indien de conception et de développement de radars. Il est profondément impliqué dans les efforts indiens en matière de radars. Ses principaux partenaires de production sont Bharat Electronics Limited (BEL) et diverses entreprises privées comme Mistral Solutions à Bangalore, Astra Microwave à Hyderabad et Data Patterns à Chennai.

## Radars conçus par le LRDE
Les projets initiaux du DRDO comprenaient des systèmes 2D à courte portée (Indra-1), mais il fabrique maintenant des systèmes 3D de haute puissance, des radars de surveillance aéroportée et de conduite de tir. Les projets connus du public sont les suivants :

### Série INDRA de radars 2D destinés à l’armée de terre et à l’armée de l’air
Il s’agit du premier radar de haute puissance développé par le DRDO, avec le radar Indra-I pour l’armée de terre indienne, suivi de la version Indra Pulse Compression (PC) pour l’armée de l'air indienne, également connue sous le nom d’Indra-II. C’est un radar de basse altitude pour rechercher et suivre les missiles de croisière, les hélicoptères et les avions volant à basse altitude. Il s’agit essentiellement de radars 2D qui fournissent des informations sur la distance et l’azimut, et sont destinés à être utilisés comme remplissages d’espaces. L’Indra 2 PC dispose d’une compression d’impulsions offrant une résolution de portée améliorée. La série est utilisée à la fois par l’armée de l’air indienne et l’armée de terre indienne.

### Radar de contrôle de tir Rajendra pour le SAM Akash
Le Rajendra est un radar passif à balayage électronique (PESA) de haute puissance, capable de guider jusqu’à 12 missiles anti-aériens Akash contre des avions volant à basse et moyenne altitude. Le Rajendra a une portée de détection de 80 km avec une couverture de hauteur de 18 km contre des cibles de petite taille. Il est capable de suivre 64 cibles, en engageant 4 simultanément, avec jusqu’à 3 missiles par cible. Le Rajendra est doté d’un système de traitement du signal numérique à grande vitesse avec indicateur de cible mobile adaptatif, traitement cohérent du signal, FFT et fréquence de répétition d’impulsion variable. L’ensemble du réseau d’antennes PESA peut pivoter à 360 degrés sur une plate-forme rotative. Cela permet de repositionner rapidement l’antenne radar et même d’effectuer une surveillance à 360 degrés.

### Central Acquisition Radar
C’est un radar à réseau planaire à la pointe de la technologie, en bande S, fonctionnant sur le principe du faisceau empilé. Avec une portée de 180 km contre des cibles de la taille d’un chasseur, il peut suivre et scanner 200 d’entre elles. Ses systèmes sont intégrés sur des camions Tatra à haute mobilité, construits localement, pour l’armée de terre et l’armée de l’air. Cependant il est destiné à être utilisé par les trois armées. Initialement développés pour le système SAM Akash à longue portée, sept radars ont été commandés par l’armée de l’air indienne pour son programme de modernisation des radars, et deux d’une autre variante ont été commandés par la marine indienne pour ses corvettes de classe Kamorta (Project 28). Le CAR a été un succès significatif pour le développement des radars en Inde, avec son matériel de traitement du signal à la pointe de la technologie,.

### BEL Battle Field Surveillance Radar

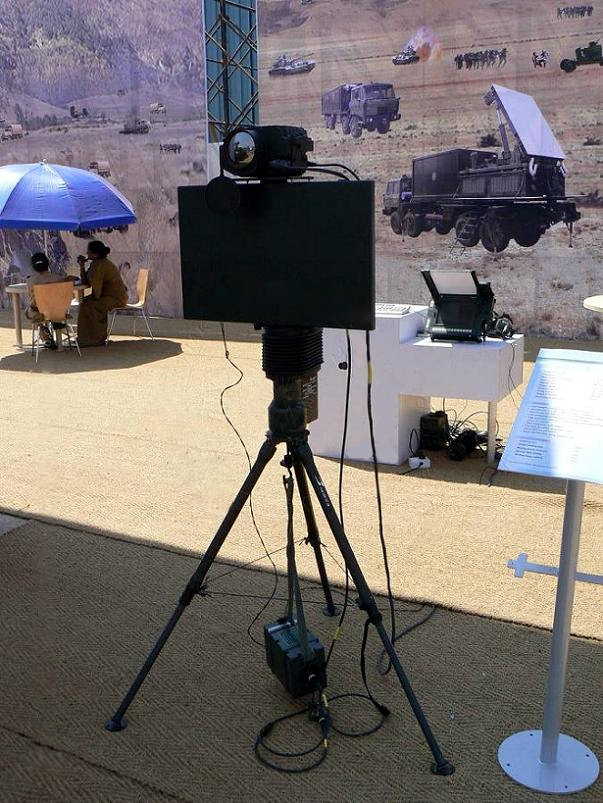
BEL Battle Field Surveillance Radar (BFSR-SR)

C’est un radar de surveillance du champ de bataille 2D à courte portée, destiné à être portable par un homme. Conçu et développé par le LRDE, le projet était un exemple d’ingénierie simultanée, avec l’agence de production impliquée tout au long de la phase de conception et de développement. Cela a permis de mettre le projet rapidement en production,.

### Swordfish Long Range Tracking Radar
Le LRTR, un radar à antenne active 3D, a été développé avec l’aide d’Elta Systems en Israël et est similaire au radar à réseau actif à longue portée EL/M-2080 Green Pine d’Elta. Le DRDO a développé le traitement du signal et le logiciel pour le suivi des cibles comme des missiles balistiques à grande vitesse, ainsi que la robustesse. Le radar utilise principalement des composants conçus et fabriqués en Inde, tels que ses modules d’émission-réception en bande L de haute puissance, ainsi que les autres technologies nécessaires aux radars à antenne active. Le LRTR peut suivre 200 cibles et a une portée de plus de 600 kilomètres. Il peut détecter des missiles balistiques à portée intermédiaire. Le LRTR serait l’un des éléments clés du système indien de missiles antibalistiques.

### Radar léger de bas niveau 2D (LLLR) Bharani pour l’armée
Le LLLR est un radar 2D pouvant détecter une cible de 2 m² à une portée de 40 km. Il est conçu comme un dispositif pour combler les lacunes de détection des aéronefs à basse altitude que comporte un réseau terrestre intégré de défense aérienne. Le LLLR utilise la technologie Indra-2, à savoir un réseau d’antennes similaire, mais il a environ la moitié de la portée, il est beaucoup plus petit et beaucoup plus portable. Le LLLR peut suivre tout en balayant 100 cibles et fournir des détails sur leur vitesse, leur azimut et leur distance à l’opérateur. Le LLLR utilise l’expérience du BFSR-SR. De nombreux fournisseurs des sous-systèmes sont les mêmes. Plusieurs LLLR peuvent être mis en réseau. Le LLLR est destiné à détecter les intrus à basse altitude et alerter les unités de contrôle de tir de la défense aérienne de l’armée pour qu’elles activent leurs systèmes d’armes.

### Radar de localisation d’artillerie BEL

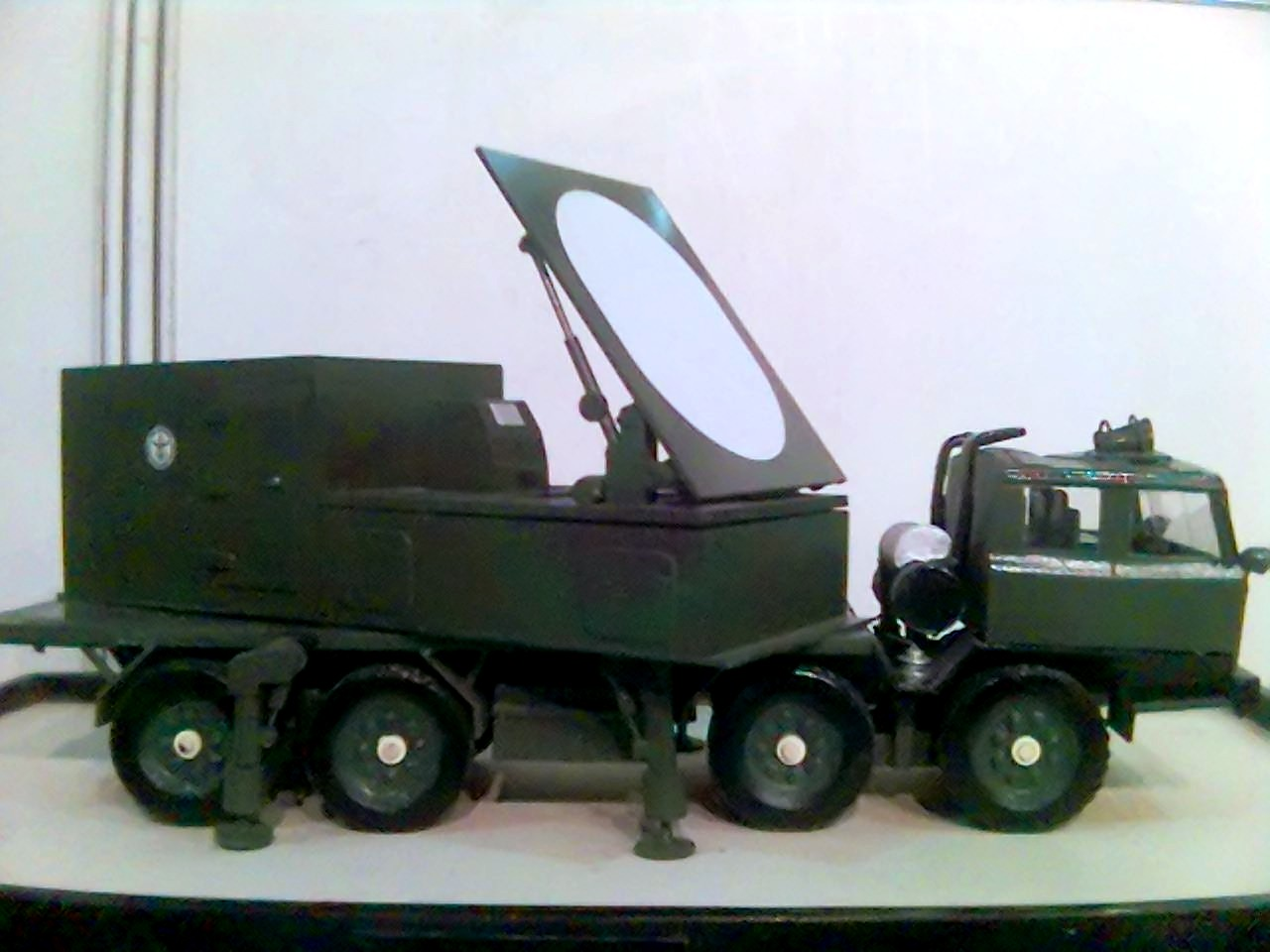
Un modèle du radar de localisation d’armes BEL

Un radar 3D développé à partir du radar de contrôle de tir Rajendra pour le système Akash. Ce radar utilise un réseau passif à balayage électronique pour détecter plusieurs cibles pour la correction de tir et l’emplacement des armes. Le développement du système est fini et une démonstration a été faite à l’armée, qui a passé une commande.
En dehors de ce qui précède, le DRDO dispose également de plusieurs autres systèmes radar en cours de développement ou d’essai. Les systèmes sur lesquels l’information accessible au public est disponible sont les suivants :

### Radar actif à réseau phasé
Le Uttam AESA est un radar de conduite de tir actif à balayage électronique (AESA) développé localement. Il est en cours de développement pour les LCA Mk2 et Mk1 (on peut supposer que les Mk1 seront mis à niveau avec le système) et aussi pour d’autres mises à niveau d’avions telles que les SEPECAT Jaguar et les Mikoyan-Gourevitch MiG-29K de l’IAF. Le matériel a déjà été réalisé pour ce radar qui a une portée de 100 km contre des cibles de petite taille pour les chasseurs et des tests sur les toits sont en cours. Bien que l’Uttam AESA pèse actuellement 120 kg, soit environ 40 kg de plus que le MMR actuel, il n’y aura aucun problème à l’intégrer au LCA Mk-II qui peut facilement transporter un radar de ce poids. Il s’agit d’un radar 3D pour les chasseurs, un MMR qui fait suite, le projet APAR vise à mettre en service un radar de conduite de tir AESA opérationnel à part entière pour la version Mark-2 attendue de l’avion de combat léger. Il s’agira du deuxième programme aéroporté de l’AESA après le projet AEW&C et il vise à transférer le succès obtenu par le DRDO dans le segment des radars au sol aux systèmes aéroportés. L’ensemble du programme aéroporté APAR vise à éviter que cette lacune technologique ne se développe, avec un vaste programme visant à mettre le DRDO au même niveau que les développeurs internationaux de systèmes aéroportés : à la fois la conduite de tir et la surveillance.

### Alerte et contrôle aéroportés
Prêt à être livré à partir de 2015. Un nouveau radar basé sur la technologie Active Electronically Scanned Array. L’objectif du projet est de développer une capacité interne pour les systèmes AEW&C de haute puissance, le système couvrant le développement d’un réseau AESA en bande S. L’avion disposera également d'une liaison de données tactiques pour relier les chasseurs et communiquer avec l’infrastructure C3I de l’IAF, ainsi qu’un SATCOM (système de communication par satellite) local, ainsi que d’autres systèmes embarqués ESM et COMINT.

### Radar de contrôle tactique de défense aérienne (ADTCR)
Le radar de contrôle tactique de défense aérienne (ADTCR) est un radar AESA 3D. Il est développé par le LRDE pour l’armée indienne. Le radar de contrôle tactique de défense aérienne est utilisé pour la surveillance volumétrique, la détection, le suivi et l’identification ami ou ennemi de cibles aériennes de différents types, ainsi que pour la transmission de données de cibles prioritaires à plusieurs postes de commandement ou systèmes d’armes. Le radar est capable de détecter de très petites cibles et des cibles volant à basse altitude. Il est capable de suivre 100 cibles aériennes à la fois. Il a une portée maximum de 500 km.

### Radar à pénétration d'obstacles
L'entreprise développe le Divyachakshu Through Barrier Imaging Radar, un radar à pénétration d'obstacles capables de détecter des objets inertes ou mouvants à travers un obstacle, typiquement un mur ou une paroi.

## Produits
- Radar Rajendra
- Central Acquisition Radar (3D-CAR) : Radar 3D pour missile Akash
- Série Indra
- BEL Battle Field Surveillance Radar (courte portée)
- BEL Weapon Locating Radar
- Air Defence Tactical Control Radar (ADTCR) : radar AESA